# Tassonia
Tassonia is een geslacht van vliesvleugeligen uit de familie Encyrtidae. De wetenschappelijke naam van dit geslacht is voor het eerst geldig gepubliceerd in 1921 door Girault.

## Soorten
Het geslacht Tassonia omvat de volgende soorten:
- Tassonia amaura Hayat, 2003
- Tassonia calunica Hayat, 2003
- Tassonia gloriae Girault, 1921
- Tassonia setosa Zhang & Huang, 2007